# Merwin Goldsmith
Pour les articles homonymes, voir Goldsmith.
Merwin Goldsmith est un acteur américain, né le 7 août 1937 à Détroit, Michigan (États-Unis) et mort le 21 janvier 2019 à New York.

## Filmographie
- 1962 : The Bellboy and the Playgirls
- 1970 : Hercule à New York (Hercules in New York) : Maxie
- 1973 : Le Fauve (Shamus) : Schnook
- 1976 : The Yum-Yum Girls : Max
- 1979 : Mr. Mike's Mondo Video
- 1979 : Boardwalk : Charley
- 1980 : Goodtime Girls (série TV) : George Coolidge
- 1975 : Ryan's Hope (série TV) : Dr. Porcelli (1980-1981)
- 1981 : Les Fesses à l'air (So Fine) : Dave
- 1982 : Soup for One : Mr. Blum
- 1983 : How to Be a Perfect Person in Just Three Days (TV) : Principal
- 1983 : Lovesick : Analyst
- 1983 : Sessions (TV) : Herb
- 1983 : Kennedy (TV mini-series) : Zorin
- 1984 : Lily in Love : Producer
- 1987 : Et la femme créa l'homme parfait (Making Mr. Right) : Moe Glickstein
- 1990 : Cadillac Man : Showroom Buyer
- 1991 : P.D. Eastman: Are You My Mother? (vidéo) (voix)
- 1993 : The Twelve Days of Christmas (TV) (voix)
- 1994 : Milliardaire malgré lui (It Could Happen to You) : Bankruptcy Judge
- 1994 : Quiz Show : Writer At Book Party
- 1998 : Les Joueurs (Rounders) : Sy
- 1999 : Hurricane Carter (The Hurricane) : Judge Larner
- 2000 : Le Secret de Joe Gould (Joe Gould's Secret) : Monsieur Gerard
- 2000 : Company Man : Mr. Brisk
- 2000 : Artemin Goldberg: Custom Tailor of Brassieres : Artemin Goldberg
- 2002 : Au plus près du paradis
- 2005 : Life on the Ledge : Sam